# Franjevački samostan i crkva Bezgrešnog začeća Blažene Djevice Marije u Dubravi
Franjevački samostan i crkva Bezgrešnog začeća Blažene Djevice Marije katoličko je sakralno zdanje građeno od 1993. do 1995. godine u zagrebačkoj Dubravi. Na svetkovinu Bezgrešnog začeća Blažene Djevice Marije 2005. godine, crkvu je posvetio zagrebački nadbiskup Josip Bozanić.
Crkva i samostan pripadaju Hercegovačkoj franjevačkoj provinciji.

## Povijest i arhitektura
Crkva i samostan nalaze se u blizini Parka Maksimira i okretišta tramvaja u Dubravi. Površinski su dosta prostrani i zauzimaju 5250 m2.
Sakralni je kompleks projektirao arhitekt Ivan Antolčić. Umjetnine koje se nalaze u crkvi djelo su više umjetnika. Raspelo je izradio Antun Augustinčić, kip Blažene Djevice Marije Dino Felici, a kip Blažene Djevice Marije na pročelju crkve djelo je L. Conta. Križni put izradio je Jure Žaja, a vitraje i mozaik Josip Botteri Dini.
Ispred samostana nalazi se dvorište, a oko njega zelena površina.

## Galerija
- Ulaz u crkvu
- Pogled na svetište s ulaza
- Oltar
- Pogled na svetište s kora
- Pogled na oltar s kora